# Acalypha rivularis
Acalypha rivularis é uma espécie de flor do gênero Acalypha, pertencente à família Euphorbiaceae.